# فرودگاه بین‌المللی سیلویو پتیروسی
فرودگاه بین‌المللی سیلویو پتیروسی (به انگلیسی: Silvio Pettirossi International Airport) (به زبان بومی: Aeropuerto Internacional de Asunción Silvio Pettirossi) یک فرودگاه همگانی مسافربری با کد یاتا ASU است که یک باند فرود آسفالت و بتن دارد و طول باند آن ۳۳۵۳ متر است. این فرودگاه در شهر آسونسیون کشور پاراگوئه قرار دارد و در ارتفاع ۸۹ متری از سطح دریا واقع شده است.

## شرکت‌های هواپیمایی و مقصدهای پروازی
| شرکت‌های هواپیمایی                                   | مقصدهای پروازی |
| --------------------------------------------------- | --- |
| ارولینیاس آرژانتیناس اجرا توسط اوسترال لینئاس آئراس | محله هوایی یورگ نوبری، مینیسترو پیستارینی                                                                                |
| ایر اروپا                                           | اینگنیرو ارناوتیکو امبرسیو تاراولا، مادرید-باراخاس                                                                       |
| Amaszonas                                           | ویرو ویرو |
| Amaszonas Paraguay                                  | محله هوایی یورگ نوبری، گوآرانی، دیگو اراسنا، کراسکو، مارتین میگول داگومس فصلی: کاپیتان دا کوربتا کارلووس برندزینو کوربلو |
| Amaszonas Uruguay                                   | کراسکو |
| اویانکا پرو                                         | خورخه چاوز |
| کوپا ایرلاینز                                       | توکومن |
| گول ایر ترنسپورت                                    | سائو پائولو گوارولوس |
| LATAM Paraguay                                      | مینیسترو پیستارینی، خورخه چاوز، ریو دوژانیرو گالیائو، ویرو ویرو، کومودورو ارتورو مرینو بنیتز، سائو پائولو گوارولوس       |